# J.F. Kennedybrug (Luik)
De J.F. Kennedybrug (Frans: Pont Kennedy) is een kokerbrug over de Maas in de Belgische stad Luik die de wijk Longdoz verbindt met het centrum van de stad. De brug is vernoemd naar de in 1963 vermoorde John F. Kennedy, president van de Verenigde Staten.

## Geschiedenis
De eerste brug werd in 1837 gebouwd, maar deze stortte slechts 5 maanden later in. Een tweede brug (de Boveriebrug of Pont Neuf) werd gebouwd tussen 1841 en 1843. Deze laatste brug bleef gespaard tijdens de Eerste Wereldoorlog, maar werd aan het begin van de Tweede Wereldoorlog opgeblazen door het Belgisch leger. Een nieuwe tijdelijke brug werd geopend in 1946.
In 1958 werd ten slotte de huidige brug gebouwd, onder architecturale leiding van Georges Dedoyard. De betonnen brug rust op twee pijlers. De brug werd ingehuldigd in 1960. Na de moord op president John F. Kennedy in november 1963 werd de brug omgedoopt.